# وقت تمومه (ترانه د ویکند)
«وقت تمومه» (انگلیسی: Out of Time) ترانه‌ای از خواننده و ترانه‌پرداز کانادایی د ویکند است. این ترانه توسط اکس‌او و ریپابلیک رکوردز به عنوان سومین تک‌آهنگ از پنجمین آلبوم استودیویی او به نام دان اف‌ام در ۲۵ ژانویه ۲۰۲۲ منتشر شد.

## جدول‌های موسیقی
| جدول (۲۰۲۲)                                         | بالاترین جایگاه |
| --------------------------------------------------- | --------------- |
| آرژانتین (۱۰۰ آهنگ داغ آرژانتین)                    | ۸۶              |
| استرالیا (ای‌آرآی‌ای)                                 | ۲۹              |
| تک‌آهنگ‌های هیپ هاپ/آراندبی استرالیا (ای‌آرآی‌ای)       | ۱۰              |
| کانادا (۱۰۰ تک‌آهنگ داغ کانادا)                      | ۲۰              |
| سی‌اچ‌آر/تاپ ۴۰ کانادا (بیلبورد)                      | ۱۷              |
| هات ای‌سی کانادا (بیلبورد)                           | ۳۴              |
| جمهوری چک (۱۰۰ تک‌آهنگ دیجیتال برتر)                 | ۹۰              |
| دانمارک (ترک‌لیسن)                                   | ۳۲              |
| فرانسه (اس‌ان‌ئی‌پی)                                   | ۵۵              |
| ۲۰۰ آهنگ جهانی (بیلبورد)                            | ۱۵              |
| یونان بین‌المللی (آی‌اف‌پی‌آی)                          | ۱۲              |
| ایسلند (Tónlistinn)                                 | ۱۷              |
| تک‌آهنگ‌های بین‌المللی هند (آی‌ام‌آی)                    | ۲۰              |
| ایتالیا (فیمی)                                      | ۹۶              |
| تک‌آهنگ‌های داغ خارجی ژاپن (بیلبورد ژاپن)             | ۱۱              |
| لیتوانی (آگاتا)                                     | ۲۸              |
| هلند (۱۰۰ تک‌آهنگ برتر)                              | ۸۶              |
| تک‌آهنگ‌های داغ نیوزیلند (آرام‌ان‌زی)                   | ۵               |
| پرتغال (ای‌اف‌پی)                                     | ۱۶              |
| سن مارینو (تاپ ۵۰)                                  | ۲۰              |
| اسلواکی (فدراسیون بین‌المللی صنعت فونوگرافی)         | ۹۰              |
| ۲۹                                                  |                 |
| کره جنوبی (گائون)                                   | ۱۶۰             |
| سوئد (فهرست برترین‌های سوئد)                         | ۴۶              |
| پخش جاری صوتی بریتانیا (اوسی‌سی)                     | ۴۲              |
| بیلبورد هات ۱۰۰ ایالات متحده                        | ۳۲              |
| بزرگسالان معاصر ایالات متحده (بیلبورد)              | ۲۹              |
| ۴۰ تک‌آهنگ برتر بزرگسالان ایالات متحده (بیلبورد)     | ۲۶              |
| ترانه‌های داغ آراندبی/هیپ-هاپ ایالات متحده (بیلبورد) | ۱۱              |
| ۴۰ آهنگ برتر جریان اصلی ایالات متحده (بیلبورد)      | ۲۰              |
| ایرپلی آراندبی/هیپ-هاپ ایالات متحده (بیلبورد)       | ۴۳              |
| ریتمیک ایالات متحده (بیلبورد)                       | ۱۵              |
| ویتنام (ویتنام هات ۱۰۰)                             | ۱۵              |

| جدول (۲۰۲۲)                                         | جایگاه |
| --------------------------------------------------- | ------ |
| کانادا (۱۰۰ تک‌آهنگ داغ کانادا)                      | ۸۳     |
| ترانه‌های داغ آراندبی/هیپ-هاپ ایالات متحده (بیلبورد) | ۶۵     |
| ویتنام (ویتنام هات ۱۰۰)                             | ۹۹     |

## گواهی‌نامه‌ها
| منطقه                                   | گواهی    | واحد گواهی‌شده/فروش |
| --------------------------------------- | -------- | ------------------ |
| استرالیا (آی‌اف‌پی‌آی استرالیا)            | Platinum | ۷۰٬۰۰۰             |
| برزیل (پرو موزیکا برزیل)                | Platinum | ۴۰٬۰۰۰             |
| فرانسه (اس‌ان‌ئی‌پی)                       | Gold     | ۱۰۰٬۰۰۰            |
| بریتانیا (بی‌پی‌آی)                       | Silver   | ۲۰۰٬۰۰۰            |
| ایالات متحده (آرآی‌ای‌ای)                 | Platinum | ۱٬۰۰۰٬۰۰۰          |
| رقم فروش+پخش جاری تنها بر پایهٔ گواهی‌ها. |          |                    |